# 前田富祺
前田 富祺（まえだ とみよし、1937年8月26日- ）は、日本の国語学者。大阪大学名誉教授、神戸女子大学名誉教授。

## 人物
北海道生まれ。1965年に東北大学大学院文学研究科博士課程満期退学。宮城学院女子短期大学助教授、東北大学教養部助教授、大阪大学文学部教授。1986年に「国語語彙史研究」で文学博士。2001年に定年退官、名誉教授、神戸女子大学教授、2008年に退職、名誉教授。

## 著書

### 単著
- 『国語語彙史研究』明治書院　1985

### 共編著
- 『国語史要説』佐藤喜代治共著　朝倉書店　1977
- 『幼児の語彙発達の研究』前田紀代子共著　武蔵野書院　1983
- 『国語文字史の研究』1-3巻 編　和泉書院　1992-96
- 『幼児語彙の統合的発達の研究』前田紀代子共著　武蔵野書院　1996
- 『国語文字史の研究』4-6　国語文字史研究会共編　和泉書院　1998-2001
- 『朝倉漢字講座』全6巻　野村雅昭共編　朝倉書店　2003-06
- 『日本語源大辞典』監修　小学館　2005
- 『漢字キーワード事典』阿辻哲次共編　朝倉書店　2009
- 『常用漢字最新ハンドブック 2010年改定対応』編著　明治書院　2011

### 記念論集
- 『国語語彙史の研究 20　前田富祺教授退官記念』国語語彙史研究会編　和泉書院　2001
- 『日本語日本文学の研究 前田富祺先生退官記念論集』前田富祺先生退官記念論集刊行会　2001